# Radimir Čačić
Radimir Čačić, est un homme politique croate,.